# Grigori Melekhov
Grigori Melekhov (en russe : Григорий Пантелеевич Мелехов) est le personnage principal du roman de Mikhaïl Cholokhov intitulé Le Don paisible. L'un des prototypes du personnage est, selon l'opinion des chercheurs, le commandant de division en place lors de l'insurrection de Vechenskaïa, Kharlampi Ermakov (ru). L'image du héros, citée comme une « découverte dans l'art mondial », a été incarnée à plusieurs reprises au cinéma et au théâtre par des acteurs de renom.

## Histoire de la création. Prototypes possibles
La biographie littéraire de Grigori Melekhov est, selon les chercheurs, indissociable de la question de la paternité des textes du Don paisible attribuée à Cholokhov. Ainsi, un certain nombre de critiques littéraires sont d'avis que dans le manuscrit du roman on peut retrouver la partie de rédaction par le co-auteur et qu'il en résulte des incohérences et des contradictions relatives à l'image du héros principal. D'autres sont convaincus que ces variations sont liées à la formation de sa personnalité.
Dans les ébauches du roman, datées de 1925, Grigori Melekhov n'était pas présent. Il apparaît dans la version finale et prend la place du personnage d'Abram Ermakov. En même temps, selon l'écrivain Anatoli Kalinine, le nom de Grigori se rencontre souvent dans les premiers récits de Cholokhov ; les histoires de ces héros homonymes, ceux du récit Kolovert et Le Berger, sont fort éloignées du destin de Melekhov, mais on peut déjà y discerner « une trace de ce très jeune Grigori, qui ne s'est pas encore égaré sur les routes des dures privations ».
La preuve de ce que le prédécesseur de Melekhov était Abram Ermakov ressort, selon le critique littéraire Félix Kouznetsov (ru), de leur apparence (tous deux ont le blanc des yeux bleus et bombés et un sourcil gauche courbé), et des traits de caractères communs : tous les deux sont marqués par un tempérament bouillant et une nature sans retenue dans l'action. En même temps, les deux héros ont un prototype commun, le cosaque Kharlampi Ermakov (ru), fusillé en 1927 par décision du conseil du Guépéou. Comme Grigori, il a participé à la Première Guerre mondiale, est devenu chevalier de Saint-Georges à quatre reprises et a participé activement au soulèvement de Vechenskaïa. On sait qu'en 1926, Cholokhov l'a rencontré et a confirmé plus tard que c'était son histoire qui avait joué un rôle important dans le travail sur le roman. Ermakov a été arrêté et exécuté pour sa participation active au soulèvement du Haut-Don⁠ (comme d'autres cosaques impliqués), juste au moment des travaux sur le roman, en 1927. Pendant plusieurs décennies après la publication du Don paisible, Cholokhov lui-même a donné des réponses assez vagues sur les prototypes, sans confirmer ou infirmer la version de la proximité d'Ermakov et Melekhov : « Oui et non… C'est très probablement une image collective ».
Les chercheurs ont établi que Cholokhov connaissait bien Kharlampi Ermakov et communiquait fréquemment avec lui durant la collecte de sa documentation relative à l'histoire de la Guerre civile russe dans le secteur du sud de la Russie. Une lettre de Mikhaïl Cholokhov adressée à Ermakov mentionne notamment la nécessité de rencontres personnelles pour obtenir « quelques informations supplémentaires sur l'époque de l'année 1919 ».

« La ressemblance entre Grigori et son prototype a été établie à plusieurs reprises par des chercheurs soviétiques, grâce à leurs conversations avec la fille d'Ermakov, Pelagueïa, et plusieurs cosaques plus âgés qu'elle. Un témoignage remarquable est celui de l'officier de la garde blanche, Evgueni Kovalev, qui a servi durant l'été 1919 dans l'armée du Don avec Ermakov. Kovalev a trouvé une telle ressemblance entre Ermakov et Grigori en termes d'apparence et de bravoure, qu'il a écrit un article, intitulé Kharlampi Ermakhov : un héros du Don paisible. »,

## Étapes de la biographie
Le protagoniste du roman Le Don paisible est né en 1892 (la date supposée de naissance de Grigori n'est pas précisée, mais elle a été établie par des chercheurs sur base de documents relatifs à la conscription durant les premières décennies du XXe siècle) dans la famille d'un sous-officier cosaque (ouriadnik) du régiment de la garde impériale atamane, Pantaleï Melekhov. L'apparence de Grigori présente les traits de son père, qui comme d'autres membres de la famille Melekhov sont « bossus et d'une beauté sauvage » et sont appelés Turcs par les fermiers. Le roman retrace les principales étapes de la biographie de Grigori. Ainsi, en décembre 1913, il est incorporé dans l'armée ; lors de son service dans le 12e régiment des cosaques du Don, Grigori se dévoile en homme qui défend farouchement son honneur sans insulter les autres. À l'automne 1914, il est hospitalisé, puis retourne au front, prend part à l'Offensive Broussilov ; en 1916, il a déjà reçu quatre croix de l'Ordre impérial et militaire de Saint-Georges. Du point de vue de la critique littéraire Svetlana Semionova, Grigori est le type de jeune homme de la littérature mondiale, qui traverse ses années d'étude et de formation de la personnalité avec cette particularité qu'il se trouve à une période de rupture tectonique durant laquelle il n'apprend pas dans les livres, mais par la communication directe avec les évènements, par la discussion, par la vie elle-même, ses épreuves et ses découvertes, par la maturation cruelle de l'âme et de l'esprit.

## Famille et proches parents
- Grigori Melekhov : cosaque du village de Viochenskaïa qui a participé à la Première Guerre mondiale, commandant d'une division de rebelles.
- Piotr Panteleïevitch Melekhov (Piotro) : frère aîné de Grigori.
- Evdokia Pantaléïevna Kochevaïa (née Melekhova) (Douniachka) : sœur cadette de Grigori, épouse de Michka Kochevoï.
- Panteleï Prokofevitch Melekhov : père de la famille Melekhov, ancien sous-officier.
- Vassilia Ilinitchna Melekhov : épouse de Pantelëi Melekov, mère de Piotr, Grigori et Evdokia (Douniachka).
- Daria Matveïevna Melekhova : épouse de Piotr.
- Stepan Andreïevitch Astakhov : voisin des Melekhov.
- Aksinia Astakhova : épouse de Stepan, maîtresse de Grigori.
- Natalia Moronovna Melekhova (née Korchounova) : épouse légitime de Grigori.

## Grigori Melekhov et Aksinia
Grigori s'éprend d'Aksinia, l'épouse de son voisin Stepan Astakhov, pendant que ce dernier est parti dans un camp d'entraînement militaire avec trente autres cosaques. Cette intrigue se développe rapidement ; Aksinia et Grigori sont attirés l'un vers l'autre du fait de leur insouciance, de leur sincérité et du refus de tenir compte du qu’en-dira-t-on. Selon la critique littéraire Svetlana Semionova, Melekhov et sa maîtresse sont unis par « la passion, une énergie érotique puissante presque animale pour la vie » ; et le héros d'une beauté sauvage est la quintessence de la virilité, tandis qu'Aksinia, ardente, sensuelle et séduisante porte en elle une féminité essentielle. L'amour entre ces personnages s'apparente à « l'émancipation printanière de la terre » ; ce n'est pas par hasard que la description de la nature prend tant de place dans le roman au moment des rencontres des personnages brûlants de désirs.
Dans le finale du roman, les héros se dirigent de nuit vers le village de Morozovskaïa. En chemin, la jeune femme est atteinte par une balle tirée par un homme d'une avant-garde. Après la mort d'Aksinia, Grigori tombe dans une stupeur apocalyptique ; son existence ressemble à une terre morte carbonisée.

« Grigori semble avoir perdu ses fondements vitaux, il est devenu différent, plaintif, peureux, voire un peu fou. C'est comme si une partie de son essence même, étroitement liée à sa bien-aimée, avait été séparée de lui : tant qu'elle existait, même loin de lui, il était dans un état parfait, physiquement et spirituellement, mais ensuite il s'est effondré… Mais même dans cet état actuel, il continue instinctivement à lutter pour la vie. »

## Grigori Melekhov et Natalia
Grigori épouse Natalia non par amour, mais pour suivre le choix de son père. La distance entre la jeune mariée et le héros est mise en évidence lors de la scène du mariage écrite par l'auteur d'un œil détaché : Melekhov observe le comportement des invités, enregistre leur comportement pendant la fête et ressent un certain détachement par rapport à ce qui se passe : c'est un montage quelque peu grotesque aux détails agrandis.
Toutefois, Grigori est conscient que son épouse est mince, coquette ; qu'elle a belle allure, qu'elle est belle ; lorsqu'il la voit après une longue absence, Melekhov remarque : « C'est une belle femme , un plaisir pour les yeux ». Mais il ne peut faire naître en lui de l'amour pour Natalia ; de l'aveu du héros, elle n'a le cœur à rien, et il juxtapose sa description à celles d'herbes mortelles ou à celle d'un haut terrain vague bleu et noir. Natalia entretient une relation différente avec son mari de celle de ce dernier avec Aksinia ; elle n'a pas, selon les critiques littéraires, le tempérament de sa rivale, bien qu'elle possède un éclat perçant.

« Ce n'est pas pour rien que le cœur du mari réagit à cet éclat intense, capable de le faire pleurer, ce qu'il ne ressent pas pour Aksinia. Les sentiments et les sensations pour chacune de ces femmes sont différents. L'attitude de Natalia est plus chaste et timide que celle d'Aksenia. »

## L'image de Grigori au cinéma

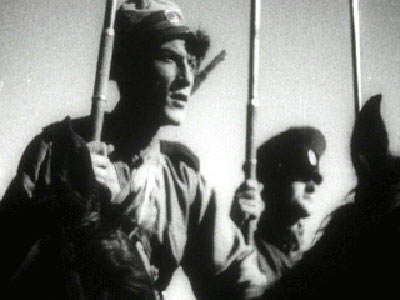
Film Le Don paisible. 1930

Le premier interprète du rôle de Grigori Melekhov a été Andrei Abrikossov, qui a joué dans un film de 1930, basé sur les deux premiers livres du roman. Comme l'acteur l'a rappelé plus tard, au moment des premiers essais de tournage, il n'avait pas encore lu le roman de Cholokhov et est arrivé au studio sans préparation aucune. Il s'est formé une image du personnage plus tard lors du tournage. Selon l'actrice Emma Tsessarskaïa (ru), qui a joué le rôle d'Aksinia, Cholokhov, après la sortie du film, a continué la suite du roman Le Don paisible en pensant à l'interprétation à l'écran des différents personnages.
En 1958, l'épopée Le Don paisible a été réalisée au cinéma par le réalisateur Sergueï Guerassimov. Le rôle de Grigori est interprété par Piotr Glebov et est devenu selon les critiques de cinéma le plus important de la carrière de l'acteur : « Le plus important n'est pas que Glebov ait donné vie au héros du livre, c'est plutôt qu'il ait écarté toute alternative quant au choix de l'interprète. Plus important encore est le fait qu'il ait réussi l'impossible c'est-à-dire représenter le peuple ».
Plus tard, le rôle de Grigori Melekhov a été incarné par Rupert Everett dans la série télévisée réalisée par Sergueï Bondartchouk, Le Don paisible et Evguéni Tkatchouk dans la série télévisée de Sergueï Oursouliak Le Don paisible de 2015.
Dans le film Le Jour des élections (en) (2007), le candidat au poste de gouverneur Igor Papline déclare lors d'une réunion de Cosaques qu'il est un petit-neveu de Grigori Melekhov.